# バッドアックス (ミシガン州)
バッドアックス（英: Bad Axe）は、アメリカ合衆国のミシガン州にある都市。ロウアー半島のいわゆる「親指地方」に位置するヒューロン郡の郡庁所在地である。人口は3462人（2000年国勢調査）で郡内最大、「親指地方」でもキャロに次ぐ二番目の数である（デトロイト大都市圏のラピーア郡とセントクレア郡を除外した場合）。
地名の由来は開拓時代にさかのぼる。この原野に州道を通すため、1861年にルドルフ・パプストとジョージ・ウィリス・パックが測量に訪れた。2人はこんにちのバッドアックスに幕営したとき、使い古されたぼろぼろの斧を見つけた。このことからパックの提案で「バッドアックスキャンプ」と命名され、街道沿いに標識が立てられた。1870年には郵便局が開局した。

## 地理
国勢調査局によると市の総面積は5.4平方キロ（2.1平方マイル）で、全域を陸地が占める。

### 主要幹線道
- 州道19号
- 州道53号線
- 州道142号線

## 人口動態
2000年国勢調査によると、この市には3462人の1418世帯、877家族が暮らしている。人口密度は1平方キロあたり624.6人で、平方マイルに換算すると1617.3人となる。住居数は1545軒で、1平方キロあたりに278.8軒（1平方マイルあたり721.8軒）が建っている計算になる。住民のうち白人が97.57%、アフリカ系が0.26%、先住民系が0.26%、アジア系が0.58%、その他の人種が0.38%、混血が0.95%を占めており、ヒスパニック（ラテン系）の割合は1.53%である。
1418世帯のうち31.7%は18歳以下の子供と暮らしており、45.3%は夫婦で生活している。12.9%は未婚の女性が世帯主であり、38.1%は家族以外の住人と同居している。33.5%の世帯が単身で、15.1%は独居老人世帯である。1世帯あたりの平均構成人数は2.31人、家庭の構成人数は2.95人である。
住民のうち24.2%が18歳以下の未成年、8.5%が18歳以上24歳以下、27.5%が25歳以上44歳以下、21.6%が45歳以上64歳以下、18.3%が65歳以上となっており、平均年齢は39歳である。女性100人に対し男性が87.5人いる一方、18歳以上の女性100人に対しては85.1人いる。
一世帯あたりの平均収入は3万2125米ドルで、家族ごとでは4万2650米ドルである。男性の平均収入は3万4758米ドル、女性のそれは2万288米ドルで、労働者でない人々も含めた住民一人当たりの収入は1万7465米ドルとなっている。総人口の14.1%、家族の9.3%、18歳以下の子どもの16.1%、および65歳以上の老人の14.3%が貧困層である。

## 教育
市内の公立校
- グリーン小学校
- バッドアックス高等小学校
- バッドアックス中学校
- バッドアックス高校（ザ・ハチェット）

## メディア

### ラジオ
左から局名、周波数、所在地、愛称やキャッチコピー

| FM局 - WPEE 88.5 ゲージタウン - WIDL 92.1 キャロ The best mix of the 80s, 90s, and now - WTGV 97.7 サンダスキー Light & Easy Listening - WLEW 102.1 バッドアックス Classic Hits - WCZE 103.7 ハーバービーチ Smile FM | AM局 - WMIC 660 サンダスキー The Thumb's Information Station（日中のみ放送） - WLEW 1340 バッドアックス Thumb Country - WKYO 1360 キャロ Oldies 1360 - WPHM 1380 ポートヒューロン Information Radio 1380 |

### 新聞
バッドアックスのある「親指地方」北部では日刊紙ヒューロン・デイリー・トリビューンが発行されているほか、デトロイト・フリー・プレスやザ・デトロイト・ニュースの日刊版、さらに週3日発刊されるベイ・シティ・タイムズやサギノー・ニュースも購読されている。

### テレビ局
ヒューロン郡はフリント/トリ＝シティーズテレビ市場に属する。コムキャストで視聴可能な局は下記の通り（括弧内は系列）。
- WNEM 5ch（CBS/マイネットワークTV）
- WJRT 12ch（ABC）
- WDCQ 19ch（PBS）
- WEYI 25ch（NBC）
- WBSF 46ch（CW）
- WAQP 49ch（宗教関連）
- WSMH 66ch（Fox）

このうちベイシティ郊外のデルタ・カレッジが所有・運営するWDCQは「親指地方」で唯一のテレビ局である。スタジオは学内にあるが、デジタル中継局はタスコーラ郡北西部のクアニカシーに、アナログ中継局はバッドアックスに置かれている。

## ゆかりの人物
- アレン・ジェームズ・バブコック - カトリックの司教
- リリアン・ジャクソン・ブラウン - ミステリー作家
- ボブ・ムラウスキー - アカデミー賞も受賞した映画編集技師
- ジョニー・プリル - 「全国祖父の日」公式ソングの作詞家